# Transnatura
Transnatura je šesti studijski album slovenske death metal skupine Noctiferia, izdan leta 2016 pri založbi Nika Records. Na albumu se nahajajo akustične predelave starejših pesmi. Album je nastal na pobudo radijskega voditelja Jureta Longyke za oddajo Izštekani.

## Kritični odziv
Odziv na album je bil v glavnem pozitiven. Sandi Sadar Šoba je za slovenski portal RockHard zapisal: "Noctiferia so vrhunsko dokazali, da jim pomik iz njihove cone komforta godi in da je njihova glasba funkcionalna tudi izven okvirjev težke ritmike in agresivnih rifov." Pozitivno recenzijo je album dobil tudi od portala Terra Relicta, v nasprotju s tem pa je Kris Hadermann na nizozemskem portalu ZwereMetalen kritiziral žanrsko pestrost.

## Seznam pesmi
Vse pesmi je napisala skupina Noctiferia.
| Št. | Naslov             | Dolžina |
| --- | ------------------ | ------- |
| 1.  | „Mara‟             | 4:46    |
| 2.  | „Catharsis‟        | 4:14    |
| 3.  | „Holymen‟          | 4:29    |
| 4.  | „I Am You‟         | 5:36    |
| 5.  | „Sleeper Is Awake‟ | 4:22    |
| 6.  | „Samsara‟          | 4:09    |
| 7.  | „Gaga People‟      | 3:47    |
| 8.  | „Demoncracy‟       | 3:42    |
| 9.  | „Rudra‟            | 3:58    |
| 10. | „Su Maha Gora‟     | 3:50    |
| 11. | „Rust‟             | 5:06    |

## Zasedba

### Noctiferia
- Gianni Poposki — vokal
- Igor Nardin — solo kitara
- Dame Tomoski - klaviature
- Uroš Lipovec — bas kitara
- Matjaž Gergeta — bobni, tolkala
- Roman Fileš - kitara

### Ostali
| Sara Jeremič   | Vocals                           |
| Irena Tomažin  | Vocals                           |
| Dejan Gregorič | Violin                           |
| Ana Mezgec     | Violin                           |
| Klemen Bračko  | Viola                            |
| Urša Kržič     | Cello                            |
| Gašper Selko   | Trumpet, Claps                   |
| Jaka Birsa     | Saxophone, Flute, Whistle, Claps |
| Marko Pirc     | Horn                             |
| Matjaz Kafol   | Trombone                         |
| Eva Jurgec     | Oboe, Flute, Whistle             |
| Nina Reščič    | Flute                            |
| Tarzan         | Harmonica                        |